# Citra
Citra is een hopvariëteit, gebruikt voor het brouwen van bier.
Deze hopvariëteit is een “aromahop”, bij het bierbrouwen voornamelijk gebruikt voor zijn aromatische eigenschappen. Oorspronkelijk uit de Verenigde Staten, ontwikkeld door de Hop Breeding Company (een joint venture tussen John I. Haas Inc. en de Select Botanicals Group, LLC).

## Kenmerken
- Alfazuur: 9 – 11%
- Bètazuur: 3,5 – 4,5%
- Eigenschappen: aroma van citrus en tropisch fruit, met een redelijke bitterheid